# 帕特纳-德里韦拉
帕特纳-德里韦拉（西班牙語：Paterna de Rivera）是西班牙安达卢西亚自治区加的斯省的一个市镇。总面积14平方公里，总人口5577人（2017年），人口密度400人/平方公里。该镇据说是弗拉门戈曲式佩特内拉調的发源地。

## 图集

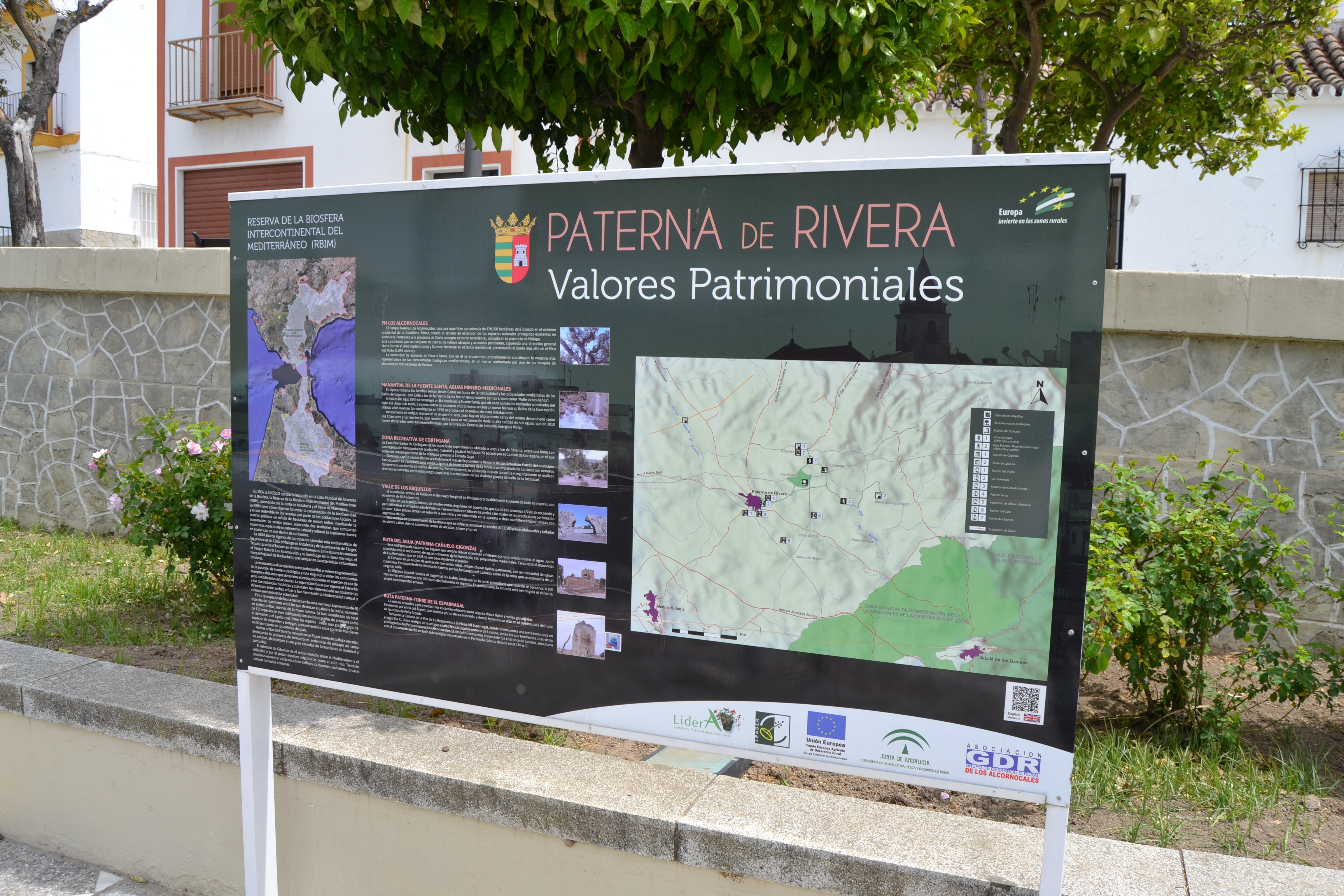
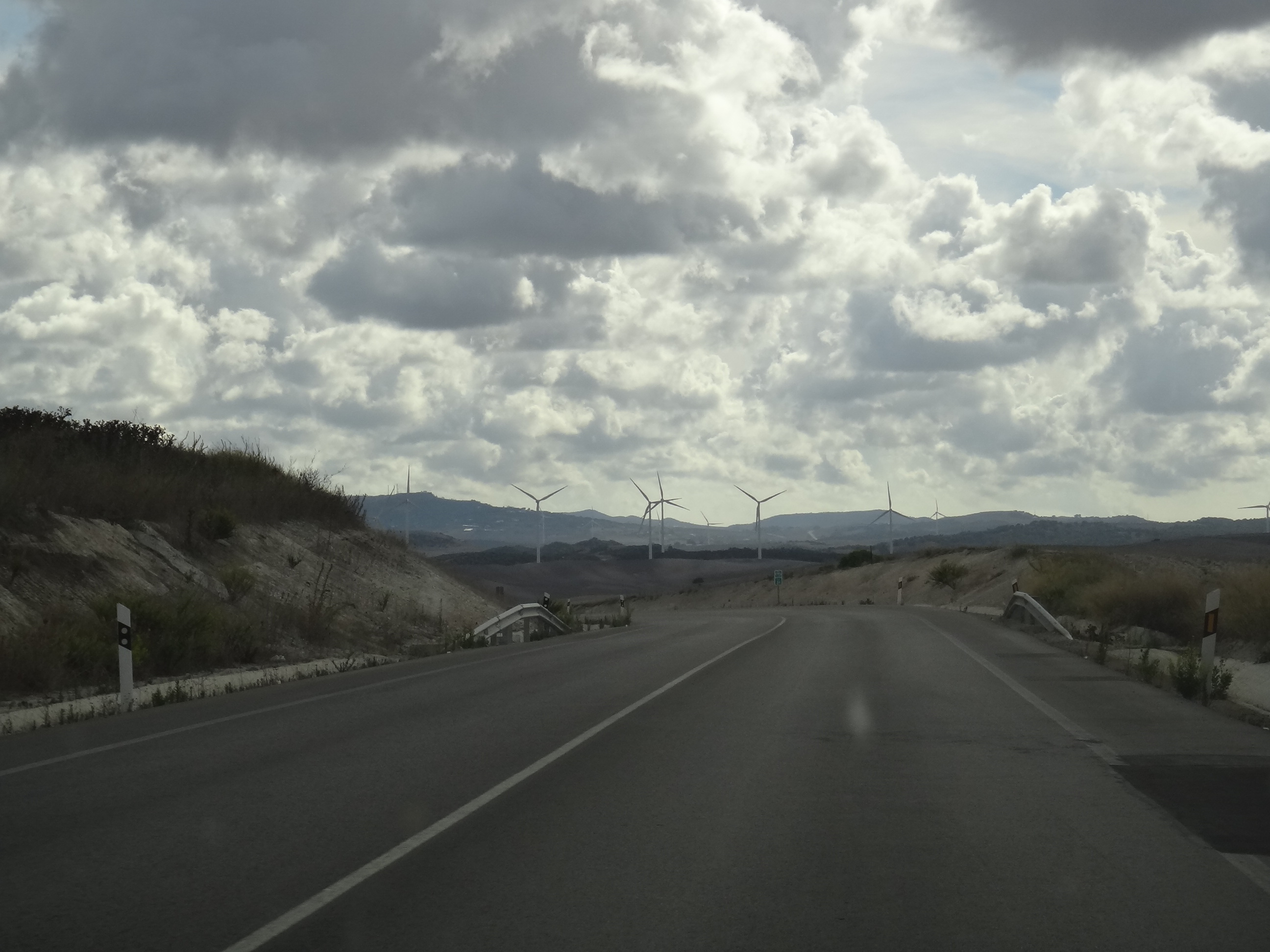
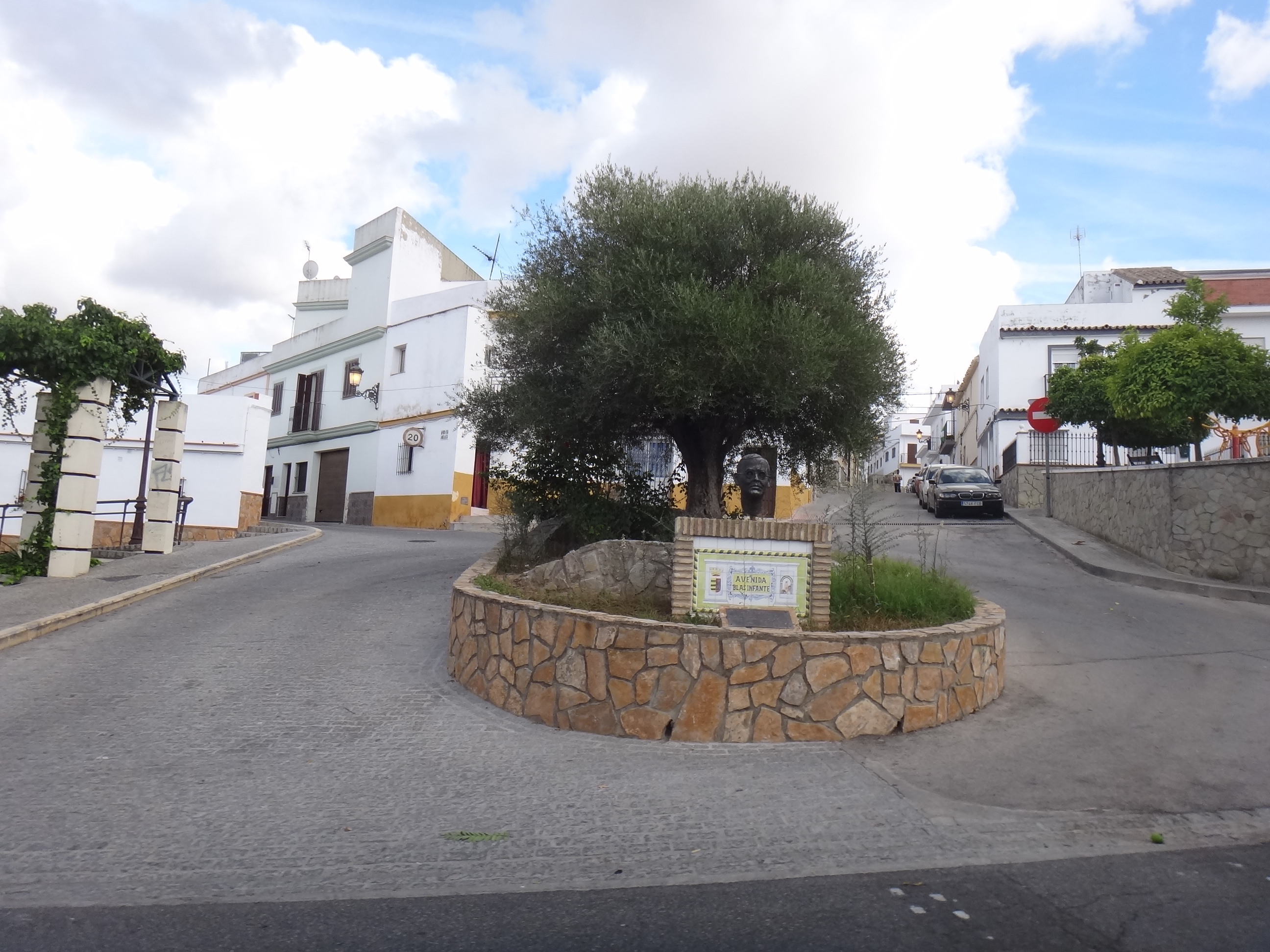
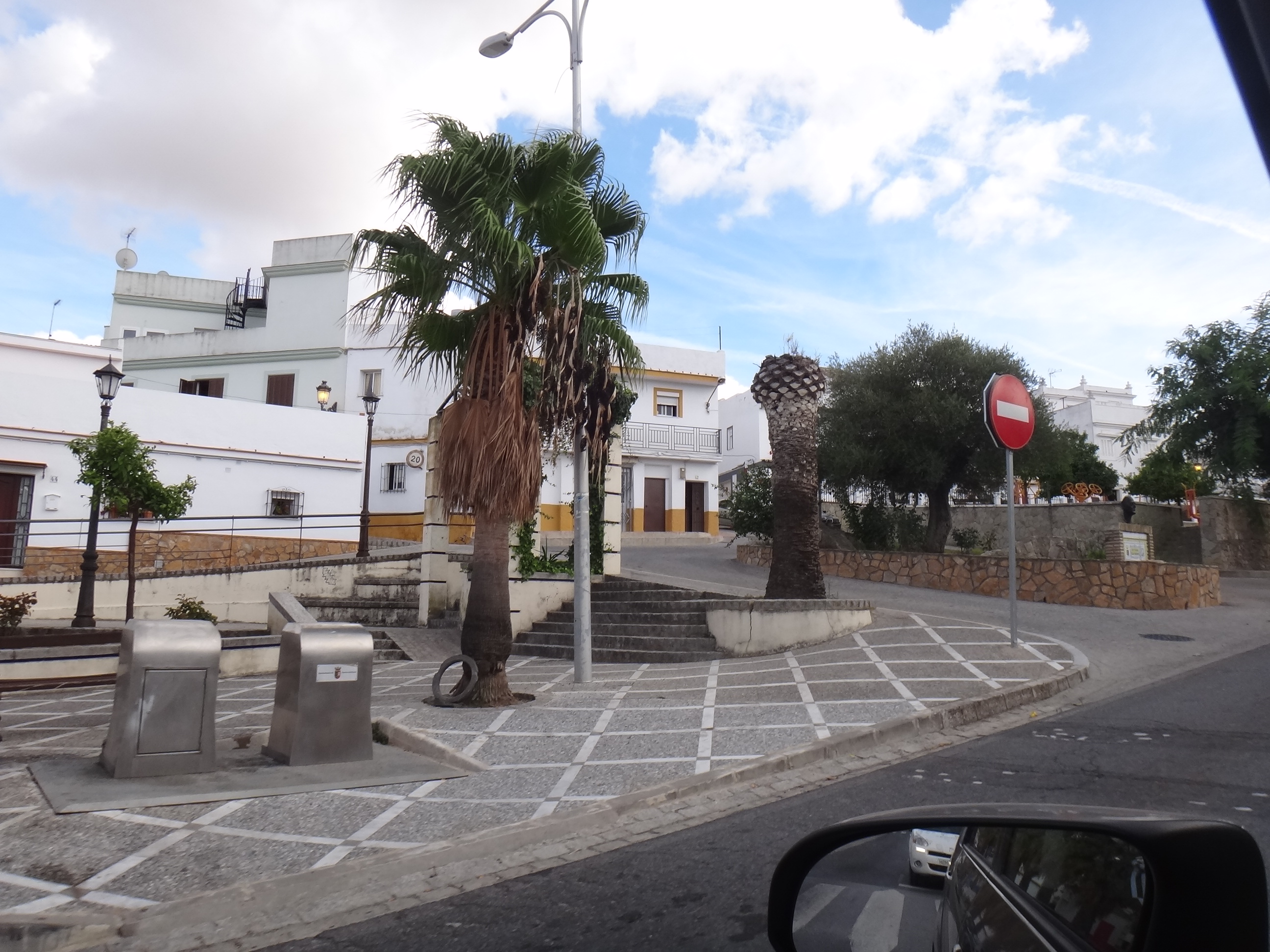

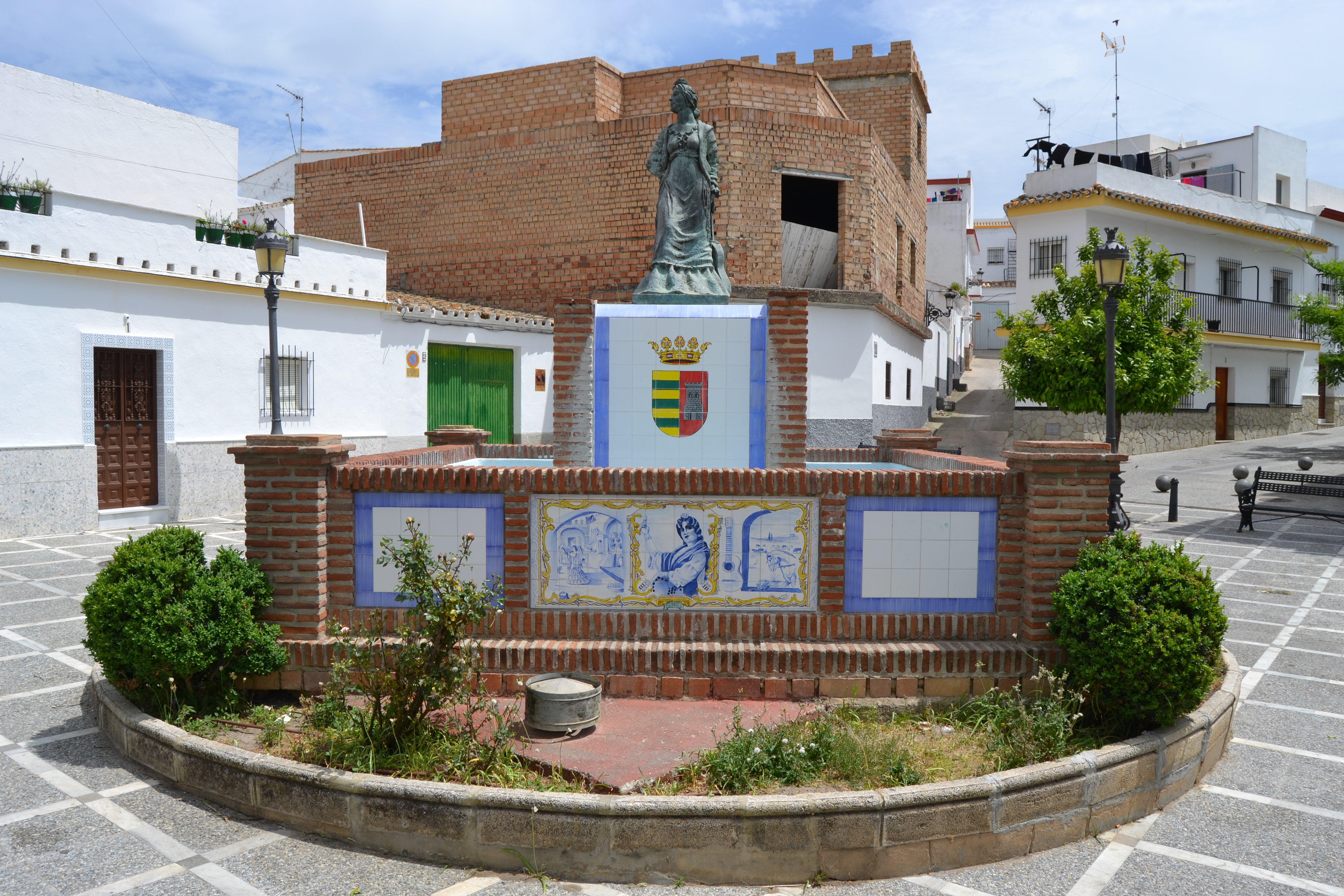
佩特内拉調纪念碑
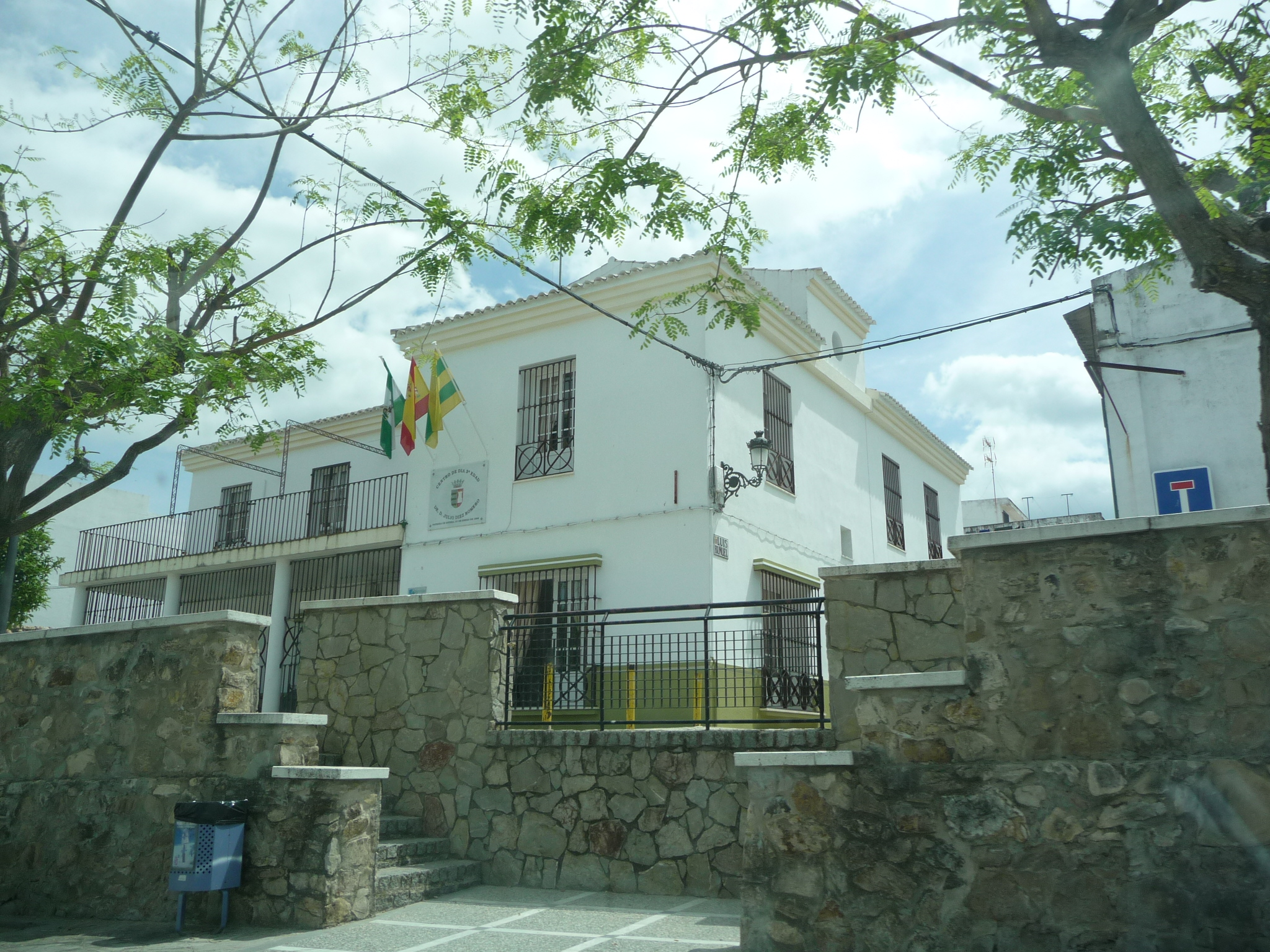
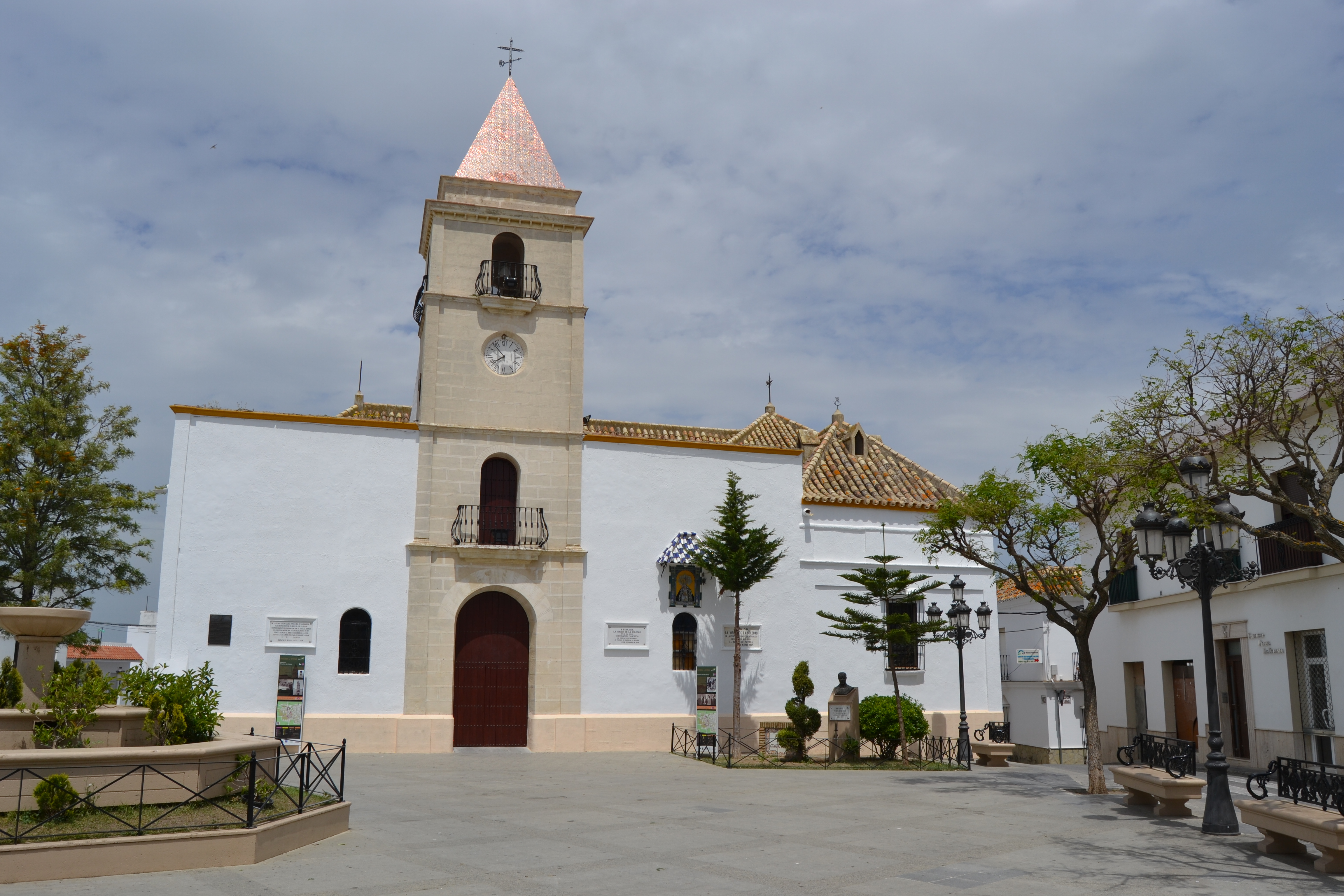
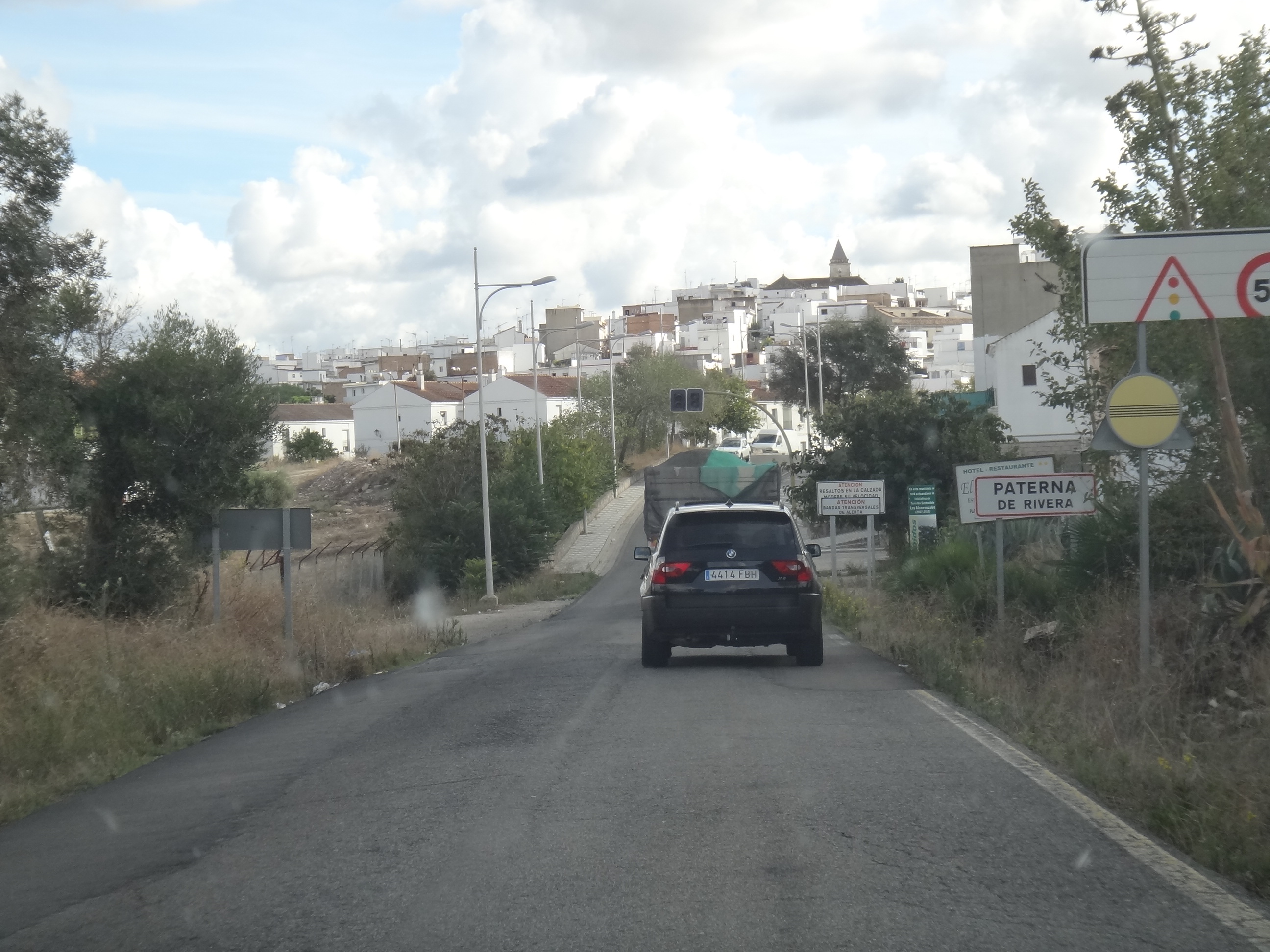
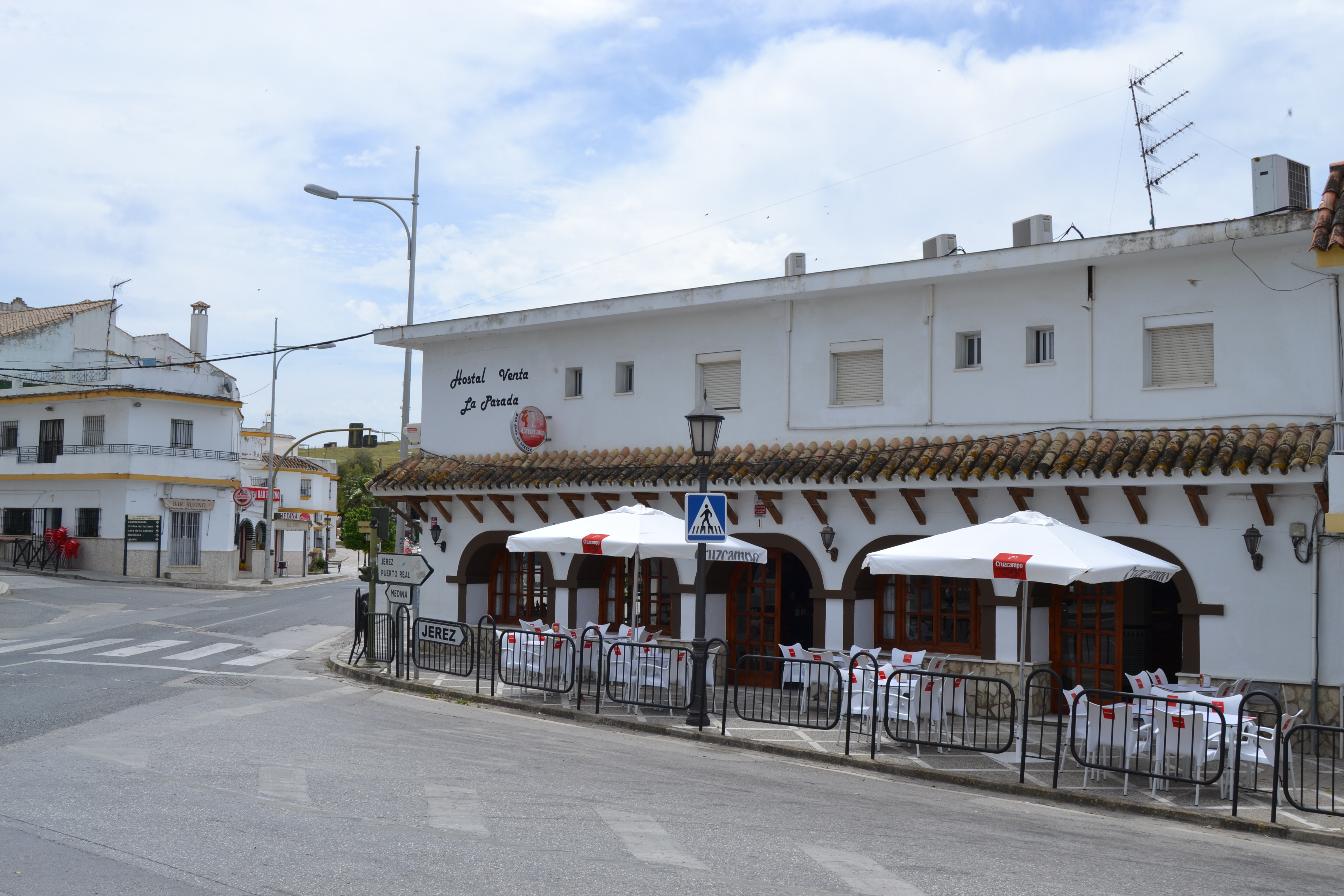